# Науел Уапи
Науел Уапи (на испански: Lago Nahuel Huapi) е ледниково езеро в Аржентина, разположено на източните склонове наПатагонските Анди, на границата между аржентинските провинции Рио Негро и Неукен. На езика на племето Мапуче името му означава Островът на пумата. Площта му е 530 km², дължината от северозапад на югоизток 76 km, ширината до 10,2 km, обемът 83,35 km³, а дълбочината 438 m (средна дълбочина 157 m).

## География
Езерото Науел Уапи е разположено в националния парк „Науел Уапи“ (създаден през 1934 г. и е с площ 7100 km²), на 770 m н.в. Намира се в дълбока ледникова долина, обградена от планински хребети. Бреговата му линия с дължина 357 km е силно разчленена, а бреговете му преобладаващо високи и стръмни, много живописни и обрасли с гъсти гори. То има седем подобни на фиорди ръкава – Пуерто Блест, Уемул, Тристеса, Кампанарио, Мачете, Ринкон и Ултима Есперанса. Чрез тях и ниски седловини осъществява връзка с други по-малки и близки езера Гутиерес, Морено, Еспехо и Корентосо. В централната му част е разположен големия остров Виктория. В него се вливат няколко десетки малки реки и потоци, а от източния му край изтича река Лимай, дясна съставяща на река Рио Негро, вливаща се в Атлантическия океан.

## Флора и фауна
Водите на Науел Уапи приютяват различни видове риби като дъгова пъстърва, кафява пъстърва и сивен, които привличат рибари от целия свят. Въпреки отдалечеността на езерото от Тихия океан тук могат да се срещнат редки животински видове като доминиканската чайка и антарктическия корморан.

## Туризъм, стопанско значение, селища
по бреговете му са разположени климатични курорти и живописни туристечески дестинации. Кристалните води на езерото са податливи на промените в климата. Средната температура на повърхността е 7 °C, като по този начин къпането в него е рисковано удоволствие. Пред къпещите се съществува опасност от хипотермия. Тук, както и на съседните езера, се практикува каякинг. Развива се местно корабоплаване. На южния му бряг са разположени градовете Сан Карлос де Барилоче (център на аржентинския туризъм) и Перито Морено, а на източния, при изтичането на река Лимай – малкото градче Науел Уапи.